# Assassins et Voleurs
Pour plus de détails, voir Fiche technique et Distribution.
Assassins et Voleurs est un film français réalisé par Sacha Guitry, sorti en 1956.

## Synopsis
Philippe Dartois, riche oisif, voleur par dandysme, surprend chez lui un cambrioleur, Albert Lecagneux, et lui demande de l'aider à se tuer contre une somme d'argent. Or, il se trouve que ce voleur a été condamné, quelques années auparavant, à la place de Philippe Dartois pour le meurtre du mari de la maîtresse de ce dernier…

## Commentaire
Cet avant-dernier film de Sacha Guitry est également l'occasion pour son auteur de renouer avec ses premières amours : la comédie caustique.
L'arrestation et l'emprisonnement d'Albert Lecagneux à la place du véritable coupable, Philippe Dartois, sont une allusion évidente à son arrestation après la Seconde Guerre mondiale. Le film se déroule de façon rigoureuse, jusqu'à son cynique dénouement final. Pour la première fois, Guitry est totalement absent de son film : non seulement il ne joue pas, mais le commentaire en voix off est assuré par Jean Poiret.

## Fiche technique
- Titre original : Assassins et Voleurs
- Réalisation : Sacha Guitry
- Scénario, adaptation et dialogue : Sacha Guitry
- Assistants réalisateurs : Jean-Claude Duvernet, Raoul Sangla et Flore Florenne (Au générique : Raoul Sanglat et Mme F. Florenne)
- Directeur de la photographie : Paul Cotteret
- Opérateurs : Roger Duculot et Jacques Ripouroux, assistés de Roger Bontemps et Claude Lecomte
- Musique : Jean Françaix - Direction musicale : Gaston Lapeyronnie (Éditions transatlantiques)
- Montage : Paulette Robert, assistée de Colette Leloup
- Décors : Jean Douarinou
- Son : Jean Bertrand, assisté de André Soler et René Bourdier
- Système d'enregistrement : Omnium Sonore
- Chargé de presse : Danièle Granier
- Maquillage : Louis Dor
- Photographe de plateau : Marcel Combes
- Script-girl : Colette Thiriet
- Régisseur : André Chabrol, assisté de Charles Lahet
- Régisseur extérieur : Roger Bar
- Ameublement et robes en tissus Boussac
- Meubles des Galeries Barbès
- Déshabillés de Nathalie Micord
- Producteur : Clément Duhour
- Production : Gilbert Bokanowski/CLM/SN Gaumont
- Producteur délégué : Alain Poiré
- Distribution : Gaumont
- Administrateur : Pierre Aubart
- Tournage du 22 juin au 1er août 1956
- Tirage : Laboratoire G.T.C Joinville
- Pays :  France
- Format : Pellicule 35 mm, noir et blanc
- Genre :  Comédie
- Durée : 85 minutes
- Dates de sortie :  
  - France - 24 octobre 1956 (à Nice)
  - France - 8 février 1957 (à Paris, aux cinémas Palais Rochechouart et Sélect Pathé)

## Distribution
- Michel Serrault : Albert Lecagneux, le cambrioleur
- Jean Poiret : Philippe Dartois, le riche oisif
- Magali Noël : Madeleine Ferrand, la maîtresse de Philippe
- Darry Cowl : Jules Henri Lardenois, le témoin égaré
- Clément Duhour : Jean  "Walter" Ferrand, le mari de Madeleine
- Lucien Baroux : Le médecin-chef de la clinique
- Pierre Larquey : Le maître-nageur secouriste
- Pierre-Jean Vaillard : L'imaginatif "violé"
- Pauline Carton : La refoulée "violeuse"
- Zita Perczel : La princesse Dourachenko, la kleptomane
- Marcel Vallée : L'antiquaire
- Jacques Varennes : Le président des assises
- Fernand Bellan : Le chef de réception
- Gilbert Bokanowski : M. Naquet, le signataire du contrat
- Christian Brocard : Le liftier
- Jacques Dhery : Un agent de police
- Michel Maurette : Le bijoutier
- Maria Meriko : Albertine, une femme de chambre de l'hôtel
- Jean Sylvain : Le garçon d'étage
- Brigitte Ségui de Carreras : Une téléphoniste
- Françoise Jacquier : Une téléphoniste
- Yvonne Hébert : La nymphomane lubrique
- Sophie Mallet : La boniche
- Marguerite Garcya : L'épouse de l'antiquaire
- Marguerite Pierry : Une folle
- Charles Bayard : Le fou joueur d'échecs
- Roger Vincent : Le vieux fou
- Jean Dunot : L'huissier du tribunal
- Madame Larquey : La dame de l'ascenseur
- Suzanne Canit
- Nady Chambrier
- Jean-Paul Chapuis
- Lucette Dorignac
- Michel Erard
- Marika Lobera
- Liliane Martin
- Janine Perichon
- Linda Sereno

## Autour du film
- Marcel Lévesque et Fernand Raynaud, parfois cités mais non crédités au générique (et pour cause), n'apparaissent pas dans le film. Ils ont été remplacés en dernière minute par Charles Bayard et par Pierre-Jean Vaillard.
- Il est question dans le film d'une avenue Jean Cocteau à Paris où habitent les époux Ferrand. Cette voie est fictive : nulle voie portant le nom du poète n'existait au moment du film et le poète était toujours en vie. (il existe depuis 1971 une rue Jean-Cocteau dans le 18e et depuis 1983 un square Jean-Cocteau dans le 15e.